# Фрич, Эрнст Вильгельм
Эрнст Вильгельм Фрич (в старых русских источниках Фрицш, нем. Ernst Wilhelm Fritsch; 24 августа 1840, Лютцен — 14 августа 1902, Лейпциг) — немецкий музыкальный издатель.
Окончил Лейпцигскую консерваторию (1862) как скрипач. В 1866 г. приобрёл в Лейпциге магазин музыкальной литературы Бромница и открыл собственное издательское дело, начав с выпуска нескольких собственных музыкальных композиций. Публиковал произведения Йозефа Райнбергера, Юхана Свенсена, Рихарда Вагнера, Иоганнеса Брамса, Петера Корнелиуса, Ганса Бронзарт фон Шеллендорфа, Эмиля Резничека, Эдварда Грига и многих других. С 1870 г. издатель и главный редактор еженедельного журнала «Musikalisches Wochenblatt».
Фрич был первым издателем ряда произведений Фридриха Ницше, в том числе «Рождения трагедии из духа музыки» (1872). Публиковать Ницше Фричу посоветовал Вагнер. В 1878 году из-за финансовых трудностей, грозивших Фричу банкротством, его деловые отношения с Ницше пошатнулись, и остатки тиражей книги были выкуплены у Фрича Эрнстом Шмайцнером, однако в дальнейшем Ницше вернулся к Фричу и следующее, дополненное издание книги (1886) выпустил у него же.
После смерти Фрича его журнал до конца 1902 года редактировал его сын Эрнст Виллибальд Фрич (1872—1920), затем пост редактора перешёл к многолетнему сотруднику Фрича Карлу Кипке. Издательство Фрича в 1903 году приобрёл Рихард Линнеман-старший, владелец издательской фирмы C. F. W. Siegel, в дальнейшем слившейся с издательством Фридриха Кистнера в издательский дом Kistner & Siegel.